# 天鶴座ζ
天鶴座ζ，又名CP-5310382，HD 217364、SAO 247680、HR 8747，是天鶴座的一颗恒星，视星等为4.12，位于銀經334.11，銀緯-57.16，其B1900.0坐标为赤經22h 54m 58.6s，赤緯-53° -57.16′ 25″。